# Domingo Pimentel Zúñiga
Fra Domingo Pimentel Zúñiga o de Zúñiga, al secolo Rodrigo (Segovia o Benavente, 3 ottobre 1585 – Roma, 2 dicembre 1653), è stato un cardinale, arcivescovo cattolico e nobile spagnolo.

## Biografia
Rodrigo Pimentel Zúñiga nacque a Segovia (o forse a Benavente) il 3 ottobre 1585, quinto figlio di Juan Alonso Pimentel de Herrera, VIII conte e V duca di Benavente, e della sua seconda moglie Mencía de Zúñiga y Gralla. Il 23 aprile 1599 fu insignito dell'Ordine di Alcántara, nel quale raggiunse il grado di commendatore di Mayorga. Nel 1602 entrò nell'Ordine domenicano presso il convento di Santa Cruz la Real di Segovia, dove fece professione solenne l'anno seguente con il nome di fra Domingo.
Dopo aver studiato logica e filosofia tra il 1603 e il 1606 presso l'università di Salamanca, visse a Napoli dal 1607 al 1610 mentre sua padre era viceré, per poi recarsi al Collegio di San Gregorio di Valladolid, dove divenne professore di teologia. Negli anni seguenti fu professore presso il monastero reale di San Tommaso di Avila, poi priore di Segovia, e infine reggente degli studi e, dal 1618 al 1624, rettore del Collegio di San Gregorio. Nel 1623 fu nominato padre provinciale della Spagna.
Il 10 luglio 1630 fu scelto da re Filippo IV di Spagna come nuovo vescovo di Osma; la nomina fu confermata da Papa Urbano VIII il seguente 2 dicembre e fra Domingo ricevette l'ordinazione episcopale il 25 maggio 1631 dal fratellastro Enrique Pimentel Zúñiga, vescovo di Cuenca. Due anni dopo fu selezionato come vescovo di Malaga, ma pochi mesi dopo, prima che potesse prendere effettivamente possesso della nuova sede, la sua nomina fu invece dirottata sulla diocesi di Cordova. Nel 1633 fu inoltre incaricato dal sovrano spagnolo di recarsi a Roma insieme al consigliere reale Juan Chumacero Carrillo y Sotomayor per una missione diplomatica straordinaria: i due presentarono al pontefice un memoriale contenente una serie di torti subiti dallo Stato e dalla Chiesa di Spagna da parte degli amministratori pontifici in violazione delle prerogative reali e del patronato regio. Questo documento è considerato la massima espressione del regalismo spagnolo del XVII secolo. Fra Domingo si trattenne nell'Urbe fino al 1637, rientrando a Cordoba nell'aprile dello stesso anno.
Nel 1649 fu nominato arcivescovo di Siviglia e nel 1652 fu nominato cardinale da papa Innocenzo X, ricevendo il titolo di San Silvestro in Capite. Nella stessa occasione fu nominato anche Protettore del Regno e degli affari di Spagna presso la Sante Sede, motivo per cui dovette nuovamente trasferirsi stabilmente a Roma. Sembra che il suo secondo soggiorno romano gli fu particolarmente poco gradito e nella sua corrispondenza col marchese Luis Méndez de Haro y Guzmán si lamentò più volte della mancanza di effettivo lavoro da fare e delle ristrettezza delle sue finanze, affermando che il suo unico desiderio fosse poter tornare in patria per "morire in pace".

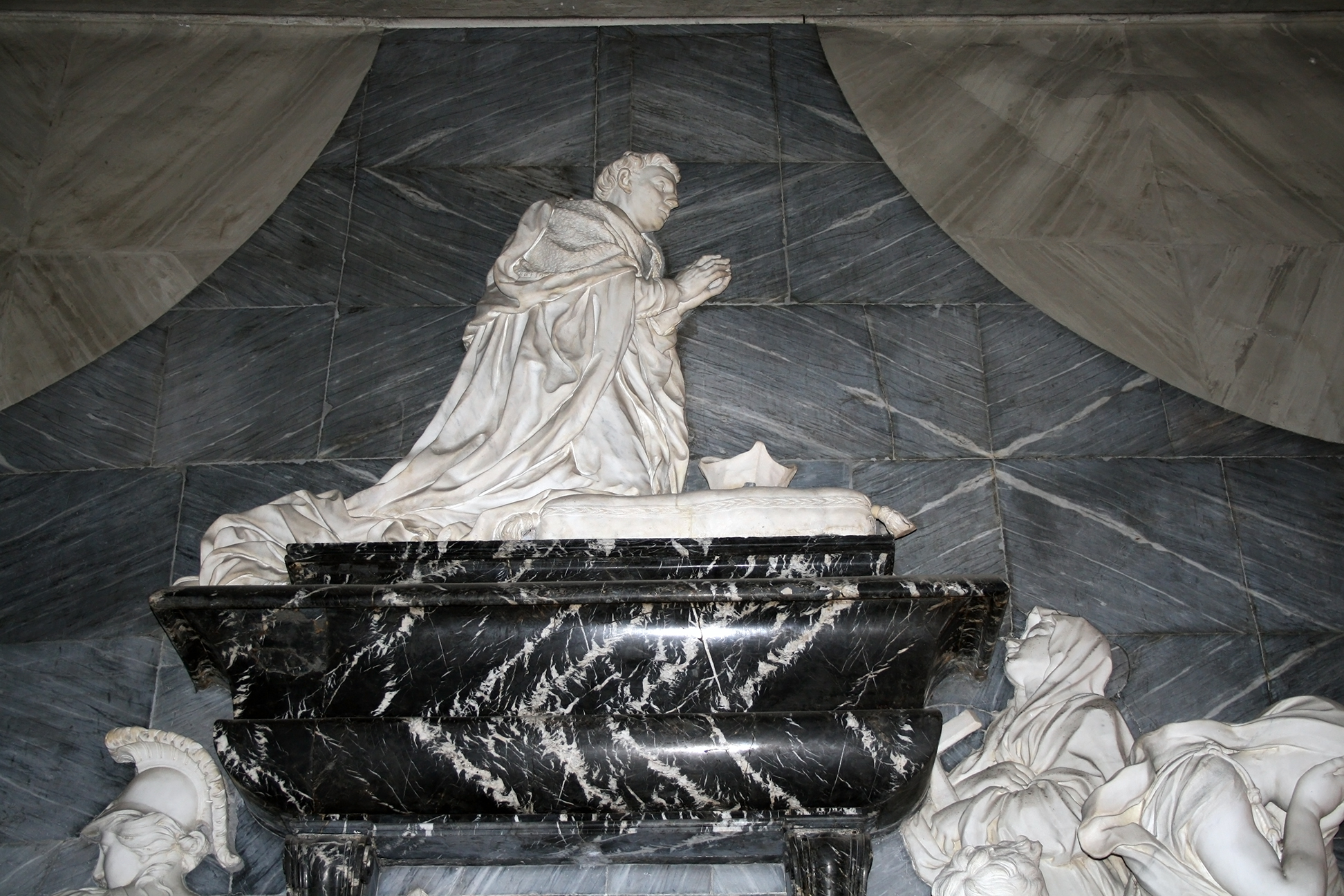
Tomba di Domingo Pimentel Zúñiga nella basilica di Santa Maria sopra Minerva

Non riuscì mai tuttavia a tornare in Spagna, poiché morì nell'Urbe il 2 dicembre 1653 presso Palazzo Sora. Come da sua richiesta, fu seppellito nella basilica di Santa Maria sopra Minerva; la sua tomba fu progettata da Gian Lorenzo Bernini e realizzata da Ercole Ferrata, Antonio Raggi e Giovani Antonio Mari.

## Genealogia episcopale e successione apostolica
La genealogia episcopale è:
- Cardinale Diego Espinosa Arévalo
- Cardinale Gaspar de Quiroga y Vela
- Cardinale Rodrigo de Castro Osorio
- Cardinale Bernardo de Sandoval y Rojas
- Arcivescovo Fernando Acevedo González
- Vescovo Enrique Pimentel Zúñiga
- Cardinale Domingo Pimentel Zúñiga, O.P.

La successione apostolica è:
- Arcivescovo Martín Carrillo Alderete (1633)
- Vescovo Jacinto del Cerro, O.P. (1634)
- Vescovo Diego Rueda Rico (1639)
- Vescovo Juan Queipo de Llano y Valdés (1640)
- Arcivescovo Juan Pérez Delgado (1647)

## Ascendenza
|                                                                     |                                                                            |                                                                | Genitori                                                      |  |  | Nonni |  |  | Bisnonni                                        |  |  | Trisnonni                                    |  |
|                                                                     |                                                                            |                                                                |                                                               |  |  |       |  |  | Alonso Pimentel y Pacheco, II duca di Benavente |  |  | Rodrigo Alonso Pimentel, I duca di Benavente |  |
|                                                                     |                                                                            |                                                                |                                                               |  |  |       |  |  | Alonso Pimentel y Pacheco, II duca di Benavente |  |  | Rodrigo Alonso Pimentel, I duca di Benavente |  |
|                                                                     |                                                                            | María Pacheco                                                  |                                                               |  |  |       |  |  | Alonso Pimentel y Pacheco, II duca di Benavente |  |  |                                              |  |
| Antonio Alonso Pimentel y Herrera de Velasco, III duca di Benavente |                                                                            |                                                                |                                                               |  |  |       |  |  | Alonso Pimentel y Pacheco, II duca di Benavente |  |  |                                              |  |
|                                                                     |                                                                            | Ana de Herrera y Velasco                                       | Bernardino Fernández de Velasco y Mendoza, I duca di Frías    |  |  |       |  |  |                                                 |  |  |                                              |  |
|                                                                     |                                                                            | Ana de Herrera y Velasco                                       | Bernardino Fernández de Velasco y Mendoza, I duca di Frías    |  |  |       |  |  |                                                 |  |  |                                              |  |
|                                                                     |                                                                            | Ana de Herrera y Velasco                                       | Blanca de Herrera                                             |  |  |       |  |  |                                                 |  |  |                                              |  |
| Juan Alonso Pimentel de Herrera, V duca di Benavente                |                                                                            | Ana de Herrera y Velasco                                       |                                                               |  |  |       |  |  |                                                 |  |  |                                              |  |
|                                                                     |                                                                            | Fernando Enríquez de Velasco, I duca di Medina de Rioseco      | Alonso Enríquez de Quiñones, III signore di Medina de Rioseco |  |  |       |  |  |                                                 |  |  |                                              |  |
|                                                                     |                                                                            | Fernando Enríquez de Velasco, I duca di Medina de Rioseco      | Alonso Enríquez de Quiñones, III signore di Medina de Rioseco |  |  |       |  |  |                                                 |  |  |                                              |  |
|                                                                     |                                                                            | Fernando Enríquez de Velasco, I duca di Medina de Rioseco      | María de Velasco                                              |  |  |       |  |  |                                                 |  |  |                                              |  |
| María Luisa Enríquez Guzmán                                         |                                                                            | Fernando Enríquez de Velasco, I duca di Medina de Rioseco      |                                                               |  |  |       |  |  |                                                 |  |  |                                              |  |
|                                                                     |                                                                            | María Girón                                                    | Juan Téllez-Girón, II conte di Ureña                          |  |  |       |  |  |                                                 |  |  |                                              |  |
|                                                                     |                                                                            | María Girón                                                    | Juan Téllez-Girón, II conte di Ureña                          |  |  |       |  |  |                                                 |  |  |                                              |  |
|                                                                     |                                                                            | María Girón                                                    | Leonor de la Vega y Velasco                                   |  |  |       |  |  |                                                 |  |  |                                              |  |
| Domingo Pimentel Zúñiga                                             |                                                                            | María Girón                                                    |                                                               |  |  |       |  |  |                                                 |  |  |                                              |  |
|                                                                     | Juan de Zúñiga Avellaneda y Velasco, maggiordomo maggiore del re di Spagna | Pedro de Zúñiga y Avellaneda, II conte di Miranda del Castañar |                                                               |  |  |       |  |  |                                                 |  |  |                                              |  |
|                                                                     | Juan de Zúñiga Avellaneda y Velasco, maggiordomo maggiore del re di Spagna | Pedro de Zúñiga y Avellaneda, II conte di Miranda del Castañar |                                                               |  |  |       |  |  |                                                 |  |  |                                              |  |
|                                                                     | Juan de Zúñiga Avellaneda y Velasco, maggiordomo maggiore del re di Spagna | Catalina de Velasco y Mendoza                                  |                                                               |  |  |       |  |  |                                                 |  |  |                                              |  |
| Luis de Zúñiga y Requesens                                          | Juan de Zúñiga Avellaneda y Velasco, maggiordomo maggiore del re di Spagna |                                                                |                                                               |  |  |       |  |  |                                                 |  |  |                                              |  |
|                                                                     |                                                                            | Estefanía de Requesens                                         | Luis de Requesens y Joan de Soler                             |  |  |       |  |  |                                                 |  |  |                                              |  |
|                                                                     |                                                                            | Estefanía de Requesens                                         | Luis de Requesens y Joan de Soler                             |  |  |       |  |  |                                                 |  |  |                                              |  |
|                                                                     |                                                                            | Estefanía de Requesens                                         | Hipólita Roís de Liori                                        |  |  |       |  |  |                                                 |  |  |                                              |  |
| Mencía de Zúñiga y Gralla                                           |                                                                            | Estefanía de Requesens                                         |                                                               |  |  |       |  |  |                                                 |  |  |                                              |  |
|                                                                     |                                                                            | Francisco Gralla i Desplà                                      | …                                                             |  |  |       |  |  |                                                 |  |  |                                              |  |
|                                                                     |                                                                            | Francisco Gralla i Desplà                                      | …                                                             |  |  |       |  |  |                                                 |  |  |                                              |  |
|                                                                     |                                                                            | Francisco Gralla i Desplà                                      | …                                                             |  |  |       |  |  |                                                 |  |  |                                              |  |
| Jerónima Gralla y Estalrich                                         |                                                                            | Francisco Gralla i Desplà                                      |                                                               |  |  |       |  |  |                                                 |  |  |                                              |  |
|                                                                     |                                                                            | Gerónima Esterlich                                             | …                                                             |  |  |       |  |  |                                                 |  |  |                                              |  |
|                                                                     |                                                                            | Gerónima Esterlich                                             | …                                                             |  |  |       |  |  |                                                 |  |  |                                              |  |
|                                                                     |                                                                            | Gerónima Esterlich                                             | …                                                             |  |  |       |  |  |                                                 |  |  |                                              |  |
|                                                                     |                                                                            | Gerónima Esterlich                                             |                                                               |  |  |       |  |  |                                                 |  |  |                                              |  |